# ディナーラッシュ
『ディナー・ラッシュ』（Dinner Rush）は2000年のアメリカ合衆国の犯罪ドラマ映画。監督はボブ・ジラルディ、出演はダニー・アイエロとエドアルド・バレリーニなど。ニューヨークのレストランを舞台に、様々な人間模様を殺人事件を絡めて描いた一夜の群像劇である。2000年9月1日にテルライド映画祭にて初公開。
監督のボブ・ジラルディは舞台となったレストランの実際のオーナーであり、また映画はわずか21日間で撮影された。
日本でのキャッチコピーは、秘密の晩餐会へようこそ。

## ストーリー
ニューヨークのトライベッカ区で25年続くレストラン「ジジーノ」は伝統的な家庭料理の店だったが、オーナーであるルイスの息子で天才料理人のウードがお洒落なイタリアンに変え、今や大評判の有名店になっていた。その変貌が気に食わず、息子に経営権を譲らないルイス。ルイスの古くからの親友エンリコが、ノミ屋稼業の競合でクイーンズ区のギャングに射殺されたことも、ルイスを落ち込ませていた。
客が殺到し、ラッシュのようになるディナータイムの「ジジーノ」店内。エンリコを殺した二人のギャングが店を訪れ、経営に参画させろとルイスに迫った。はぐらかしながらスタッフや客たちに気を配るルイス。副シェフのダンカンは腕は確かだがギャンブル依存で、ギャングたちから大金の返済を迫られていた。そんなダンカンのことも見捨てない昔気質なルイス。
厨房とフロアが慌ただしく交錯し、個性豊かなスタッフと客たちがそれぞれの生き様を垣間見せる中、ルイスと話すために地下のトイレに降りるギャングたち。ギャングの前に現れたのは、ずっと店内で過ごしていた一人の男性客だった。ギャングたちを射殺して店を去る男。彼はルイスが雇った殺し屋だったのだ。ダンカンの借金も帳消しとなり、レストランの長い一日は終った。

## キャスト
支配人 ルイス・クローパ
演 - ダニー・アイエロ、日本語吹替 - 菅生隆之
ウードの腕は認めるものの、明らかな確執がある。親友であるエンリコを借金の件で殺されている。
料理長 ウード・クローパ
演 - エドアルド・バレリーニ、日本語吹替 - 小山力也
ルイスの息子。NYでも有名な一流人気シェフ。店のオーナーで父親でもあるルイスにオーナーの権利を譲るよう懇願している。
副料理長 ダンカン
演 - カーク・アセヴェド、日本語吹替 - 桐本琢也
ギャンブル狂。ルイスに可愛がられているが、自分の借金のせいでルイスの親友を殺されてしまう。
事務係 ニコーレ
演 - ビビアン・ウー、日本語吹替 - 浅野まゆみ
ダンカンの恋人。ウードとも関係を持った事があるが、今はダンカンと付き合っている。ホールスタッフのまとめ役。
ウェイトレス マルティ
演 - サマー・フェニックス
画家を目指しているウェイトレス。店に飾ってある絵は彼女の作品。
バーテンダー ショーン
演 - ジェイミー・ハリス
雑学博士。おちゃらけたバーテンだが、雑学では負けなし。雑学クイズの賭けをしている。
バーの客 ケン
演 - ジョン・コーベット、日本語吹替 - 鈴木正和
一人で呑んでいる証券外務員。表向きは証券外務員だが、裏の稼業で請負屋もやっている。
客 フィッツジェラルド
演 - マーク・マーゴリス、日本語吹替 - 中博史
画商。お高くとまったやり手の老画商、著名な新人アーティストを連れて来ては連れ自慢をしている。
料理評論家 ジェニファー
演 - サンドラ・バーンハード
ウードの恋人。NYでは有名な評論家。カツラで変装して来店する。
ギャング カーメン
演 - マイク・マッグローン、日本語吹替 - 相沢正輝
ダンカンに金を貸しているギャング。ギャンブルの胴元。ダンカンの借金の件で店を買収しようとする。
ドルリー刑事
演 - ウォルト・マクファーソン
ルイスと親しい現役刑事。ルイスに招待され妻と店にやってくる。
エンリコ
演 - フランク・ボンジョルノ
ルイスと事業を起こしていたが、ギャングに殺される。
ナタリー
演 - ポリー・ドレイパー
エンリコの娘。ルイスとも親しく、一人娘がいるが、父親が殺された件で、ルイスに少なからず恨みを持つ。

## 受賞歴
- セントルイス国際映画祭観客賞
- サラトガ映画祭最優秀観客賞